# Kolombangara
Kolombangara ist die zweitgrößte Insel des zu den Salomonen gehörenden New-Georgia-Archipels und ein nicht aktiver Vulkan.
Die Insel hat 705 km² und eine fast kreisrunde Form von 28–33 km Durchmesser. Sie ist weitgehend bewaldet und mit 6301 Einwohnern (Stand der Volkszählung am 23. November 2009) nur dünn besiedelt. 1999 betrug die Bevölkerung noch 5621. Die Besiedlung beschränkt sich auf einen schmalen Küstenbereich. Auf diesem bestehen 32 Dörfer sowie 43 nachgeordnete (associated) Dörfer.
Geologisch ist die Insel ein Stratovulkan (Mount Veve), der eine Höhe von 1770 m erreicht.
Während des Zweiten Weltkriegs war die Insel und das umgebende Meer Schauplatz von Kampfhandlungen. Die japanische Armee nutzte einen Landeplatz an der Südküste der Insel und im Mai 1943 wurde unter dem Kommando von Generalmajor Noboru Sasaki hier die Basis für mehrere Einheiten aufgeschlagen, um eine Verteidigungslinie durch die Zentralsalomonen aufzubauen.
Im Meer um Kolombangara fanden die Schlacht im Kula-Golf und die Schlacht bei Kolombangara statt. Im Sommer 1943 zog die US Army über Vella Lavella an die Insel heran und die japanische Armee evakuierte Kolombangara zwischen dem 23. September und 4. Oktober 1943.

## Archäologie
Unter der Leitung von Roger Green und Douglas Yen beschäftigte sich das Southeast Solomon Islands Cultural History Programme (1970–1972) mit den landwirtschaftlichen Systemen des Archipels. 1971 erforschten Yen und sein Team Kolombangara und entdeckten vielversprechende Überreste von Bewässerungssystemen.
Die Zusammenarbeit mit den Einheimischen offenbarte in 30 Tagen die Kulturlandschaft des Ndughore-Tals während der ersten europäischen Kontakte. Das begrenzte Wissen von 1971 behinderte die Verbreitung der Kolombangara-Forschung. Dennoch bereichern die erweiterten archäologischen Aufzeichnungen der westlichen Salomonen das Verständnis und tragen zum Wissen über den frühen Kontakt mit den Europäern in Neuguinea bei. Die Abholzung der Wälder seit 1971 hat wahrscheinlich zu einer erheblichen Zerstörung archäologischer Stätten geführt.

### Die Ingoana aus dem Ndughore-Tal
Kolombangara, ein kreisrunder, erloschener Stratovulkan mit einem Durchmesser von 15 km und einer Höhe von 1770 m am Mt. Veve, liegt im Nordwesten der Insel Neu-Georgien. Das Ndughore-Tal, das in die südwestliche Flanke der Insel eingeschnitten ist, erstreckt sich 6 km landeinwärts, und das Dorf Ghatere liegt an seiner Mündung.
Die Wahl des Ndughore-Tals für die Untersuchung wurde durch die ausgedehnten Überreste früherer landwirtschaftlicher Systeme von Ghatere beeinflusst, die als Ingoana bekannt sind. Pahu, der älteste Bewohner von Ghatere und Hauptinformant, verfolgte seine Genealogie vier Generationen zurück bis zu Valaka, dem Gründungsvorfahren der Ingoana. Als Nachfahren des Ndughore-Stammes, der einst zu den sieben Stämmen von Kolombangara gehörte, bewohnten die Ingoana traditionell ein Gebiet nördlich von Hunda bis über Iriri hinaus. Bei unserem Besuch waren die Ingoana durch die Dörfer Vavanga und Papele von Iriri und Ghatere getrennt. Die Einwohner von Kolombangara sprachen Nduke, eine einzige austronesische Sprache.
Die kosmogonische Erzählung von Pau verortet den Ursprung der Kolombangara in der zentralen Caldera. Vor der kolonialen Befriedung lebten sie in kleinen Dörfern im Landesinneren. Mit der Ankunft der Europäer und der Einführung von Feuerwaffen wurden die Dörfer zu Verteidigungs- und Wohnstätten umgebaut.
Durch den frühen Kontakt mit Europa wurden Krankheiten eingeschleppt, die zu sozialen Unruhen und Entvölkerung führten. Gleichzeitig änderte sich die Lebensweise der Menschen, die nun die Migration als Lebensform annahmen. Der Wanderfeldbau auf den Bergrücken im Landesinneren verschwand und die Bewässerung der Felder durch Steinteiche wurde Ende der 1930er Jahre eingestellt. Der wirtschaftliche Wandel vom Taro- zum Süßkartoffelanbau bis 1971 spiegelt den Rückschritt in der landwirtschaftlichen Technologie oder die 'De-Intensivierung' wider.

### Bewässerung und Landwirtschaft im Ndughore-Tal
Bayliss-Smith et al. (2003) untersuchten die Zusammensetzung des Regenwaldes und die Geschichte menschlicher Störungen auf den westlichen Salomonen und beschrieben ein agroforstwirtschaftliches System in der Region der Marovo-Lagune auf der Insel New Georgia um 1800, das aus bewässerten Taro-Teichfeldern, gemischten Busch-Sumpfwäldern, in denen Taro und Süßkartoffeln angebaut wurden, und brachliegenden Sekundärwäldern, die mit Canarium-Nussbäumen angereichert waren, bestand.
Nach Gesprächen mit den Ältesten von Ghatere und Beobachtungen im Ndughore-Tal bildeten diese drei Komponenten das traditionelle landwirtschaftliche System von Kolombangara. Der Anbau von Schlamm hinterließ kaum Spuren, aber die Baumkomponente, einschließlich Canarium-Nussbäumen, Brotfrucht, Sago und Betelnussbäumen, war offensichtlich. Die Canarium- oder Nali-Nuss war von kultureller Bedeutung und wurde bei Festen und in Zubereitungsräumen an archäologischen Stätten verwendet.
Die auffälligsten Spuren des alten dreistufigen Ackerbausystems waren mit bewässerten Teichfeldern verbunden. Das Volk der Ghatere führte die Forscher zu den alten Bewässerungskomplexen im Ndughore-Tal. Die archäologischen Überreste der Bewässerung werden nun beschrieben, wobei die Fundstellen nach dem System von Roger Green nummeriert sind. Besonders erwähnenswert sind
Daratovu (Fundstellen SN-4-10 und -11): Zwei kleine Ovulologha-Bewässerungsanlagen lagen an steilen Seitenkanälen des oberen Ndughore bei Daratovu. Beide besaßen Steinterrassen, die sich über schmale, steile Flusskanäle erstreckten und eine 'Dam'-Terrassierung bildeten.
Aghara (Fundstelle SN-4-1): Der Bewässerungskomplex von Aghara, der 1908 von A. M. Hocart erfasst wurde, bestand aus mit Steinen aufgefüllten Terrassen. Er wurde 1971 kartiert und umfasste 43 mit Steinen ausgekleidete Teichfelder, die in Subsystemen organisiert waren. Radiokarbondatierungen lassen auf ein Alter des Systems zwischen 1504–1590 und 1616 n. Chr. schließen.
Agegelai (Fundstelle SN-4-4): Agegelai, das größte Bewässerungssystem, befand sich flussaufwärts von Aghara am Nordufer des Ndughore. Es wurde 1971 kartiert und hatte 91 einzelne Teichfelder, gut gebaute Steinstützmauern und ein hydrologisch komplexes Design, das Wasser aus dem Ndughore und einem kleinen Nebenfluss nutzte.

### Ridgetop-Siedlungen und Befestigungen
Sieben Fundstellen auf der Nordwestseite des Ndughore-Tals wurden vermessen und mit Hilfe von Kompasspeilungen aus der Vor-GPS-Ära trianguliert (Abb. 1). Es kristallisierten sich zwei Hauptgruppen heraus: die Stätten SN-4-2, -6 und -9 auf dem Bergrücken oberhalb der Bewässerungskomplexe von Aghara und Agegelai und SN-4-12, -13 und -5 auf einem höheren Bergrücken weiter landeinwärts.
Fundstelle SN-4-7: Auf dem Bergrücken nach Patusugha wurden ein Erdofen und ein flacher Stein mit Einkerbungen zum Knacken von Nali-Nüssen (Canarium) entdeckt. Die Fundstelle SN-4-7 wurde für weitere Untersuchungen markiert, aber nicht weiter erforscht.
Patusugha (Fundstelle SN-4-2): Patusugha erstreckt sich auf dem westlichen Bergkamm über dem Ndughore-Tal in einer Höhe von ca. 200 m. Hier lebten einst die Bauern des Aghara-Bewässerungssystems. Die Stätte ist von Aghara aus über einen steilen Bergrücken zu erreichen und erstreckt sich über etwa 70 m des Bergrückens mit verstreuten Hausfundamenten, steinernen Nebengebäuden oder Erdterrassen. Die Ausgrabungen haben die kulturgeschichtlichen Aspekte der Siedlung erhellt.
Heriana (Fundstelle SN-4-6): Heriana war eine kleine Siedlung auf dem gleichen Bergrücken wie Patusugha, aber auf einer höheren Ebene. Die vom Informanten Pahu beschriebene Stätte wurde gerodet, kartiert und ausgegraben. Dabei kamen vier verschiedene Merkmale zum Vorschein, darunter Hausfundamente und Erdöfen, die Aufschluss über die Struktur und die Besiedlungszeit geben.
Vavalondu (Fundstelle SN-4-9): Weiter landeinwärts, auf dem gleichen Bergrücken wie Heriana, lag Vavalondu in einem sanft abfallenden Gebiet auf dem Kamm des Bergkamms mit einem Ahnenschrein, Hausfundamenten und Ambosssteinen für die Verarbeitung von Nali-Nüssen. Diese Stätte lieferte Informationen über rituelle Praktiken und alltägliche Aktivitäten.
Hena (Fundstelle SN-4-12): Hena ist eine kleine Stätte mit besonderer Funktion auf einem flachen Hügel und enthielt einen Ahnenschrein, der von einer Steinterrasse getragen wurde. Zwei rechteckige Plattformen mit anthropomorphen Gesichtsmotiven flankierten die Terrasse. Während die genaue Art der Aktivitäten in Hena unklar bleibt, ist das Vorhandensein von rituellen Elementen offensichtlich.
Domana (Fundstelle SN-4-13): Domana wurde als kleine rituelle Stätte identifiziert und bestand aus einer markanten aufrechten Vulkanplatte, die von umgestürzten Vulkanplatten flankiert wurde. Von Informanten als „Teufelsplatz“ bezeichnet, liegen keine weiteren Informationen über seine Funktion oder seinen Zweck vor.
Ivivu (Fundstelle SN-4-5): Ivivu, der höchstgelegene und am weitesten im Landesinneren gelegene Ort, war eine befestigte Siedlung, die für Musketenangriffe umgebaut worden war. Auf einem steilen Bergrücken gelegen, verfügte Ivivu über ebene Terrassen und Plattformen, Verteidigungsgräben und eine schützende Steinmauer. Ein Ahnenschrein auf dem Gelände enthielt menschliche Überreste, Muschelschätze und Keramikscherben, die auf Veränderungen der Verteidigungsanlagen und mögliche historische Störungen hindeuten.
Zusammenfassend lässt sich sagen, dass die Untersuchung dieser Stätten im Nordwesten des Ndughore-Tals verschiedene Merkmale wie Bewässerungskomplexe, Siedlungsplätze sowie rituelle und defensive Strukturen zutage gefördert hat, die wertvolle Einblicke in ihre historischen, kulturellen und funktionalen Aspekte bieten.

### Die Siedlungslandschaft von Ndughore im weiteren Kontext der Inseln von Neu-Georgien
Jahrzehnte nach den Feldforschungen auf Kolombangara im Jahre 1971 hat die erneute archäologische Forschung in der New Georgia Group eine regionale kulturelle Abfolge für die Ndughore-Siedlungslandschaft im weiteren Kontext der New Georgia Islands geschaffen. Die 'Munda-Tradition', die von Walter und Sheppard auf der Grundlage von Forschungen in der Roviana-Lagune definiert wurde, umfasst die Bao-Periode (1200 bis 400 v. Chr.) und die Roviana-Periode (400 v. Chr. bis zum Kontakt mit Europa). In der Roviana-Periode entstanden neue architektonische Formen, Siedlungsmuster und materielle Kultur, darunter Schreine mit Korallenschädeln, Festungen und Muschelringe wie Hokata-Armringe und Bakiha-Ringe aus Tridacna-Muscheln.
Dieses unverwechselbare Kultursystem Neu-Georgiens, das bereits vor dem Kontakt mit den Europäern existierte, wurde im 19. Jahrhundert durch den zunehmenden Handel intensiviert. Andrew Cheynes Handelsposten von 1844 auf Simbo Island brachte eiserne Axtköpfe mit der rituellen Kopfjagd in Verbindung, insbesondere mit der Einführung von Musketen. Die Kopfjagd und der Handel mit Schildkrötenpanzern waren im späten 19. Jahrhundert eng miteinander verbunden und trugen zu anhaltenden Fehden und Vergeltungsangriffen bei, die viele Teile des Archipels entvölkerten.
Die archäologische Landschaft des Ndughore-Tals in Kolombangara gibt einen Einblick in dieses kulturelle System des 19. Die wirtschaftliche Grundlage des Volkes der Ingoana war der Ackerbau, der Baumanbau, insbesondere der Canarium (Nali-Nuss), und die Bewässerung der Taro-Teiche. Das Agegelai-Terrassensystem im Ndughore-Tal stellt mit seiner Komplexität und seinem ausgeklügelten Kanalnetz ein ausgeklügeltes Bewässerungssystem dar. Die Schweinezucht, die in der Region von Neu-Georgien nicht ausführlich diskutiert wird, ist in den Fundstellen des Ndughore-Tals dokumentiert. Die Überschüsse aus den bewässerten Tarofeldern dienten vermutlich der Versorgung der Schweineherden und trugen zu ritualisierten Festmählern und Statuswettbewerben bei.
Die Siedlungsmuster betonen die Verteidigung und Befestigung während der zunehmenden Raubzüge und Kopfjagden zwischen den Inseln. Siedlungen wie Patusugha, Heriana und Vavalondu lagen auf verteidigungsfähigen Hügeln und glichen kleinen Weilern. Ivivu, das als Reaktion auf die Feuerwaffen verändert wurde, wich von diesem Muster ab. Spezialisierte Ritualplätze wie Hena und Domana waren ebenfalls Teil des Siedlungsmusters.
Die Ahnenschreine im Ndughore-Tal entsprechen dem allgemeinen Muster in Neu-Georgien. Sie verliehen Macht bei Kopfjagden und waren Teil des regionalen Muschelhandelsnetzes. Während die Archäologie der Kolombangara-Insel noch wenig bekannt ist, wirft die Untersuchung der Fundstellen im Ndughore-Tal Licht auf Siedlungsmuster, wirtschaftliche Produktionssysteme und externe Austauschbeziehungen in der Zeit des frühen europäischen Kontakts.